# عكرمة بن عبيد الخولاني
عِكْرِمة بن عُبَيْد الزُّبَيْدي الحربي أحد صحابة النبي محمد صلى الله عليه وسلم، ومن أوائل من أسلم من قبيلة حرب، وتحديدًا من بني زبيد إحدى فروع جذم بنو مسروح من حرب. شارك في الفتوحات الإسلامية وكان له دور في حملة فتح مصر بقيادة الصحابي عمرو بن العاص رضي الله عنه، ويُعد من أوائل من دخلوا مصر من الصحابة.

## نسبه
هو عكرمة بن عبيد بن سعد الزبيدي الحربي السعدي الخولاني.

## أنظر أيضاً
- خولان
- قضاعة
- صعدة
- مصر